# Вечерний Алматы
Вечерний Алматы — ежедневная официальная городская газета в Алма-Ате. Издается на русском языке со 2 января 1968 года как «Вечерняя Алма-Ата», современное название имеет с 1993 года (в 1936—1938 годах выходила также газета «Социалистическая Алма-Ата»). «Вечерний Алматы» освещает деятельность городской администрации, общественных и культурных организаций, коммерческих структур, транспорта, публикует материалы по проблемам рыночной экономики, трудоустройства населения, социально-правовым темам и др.

## Награды
- Благодарность Президента Республики Казахстан в области средств массовой информации (25 июня 2004 года) — за полное и глубокое освещение целого спектра жизнедеятельности города Алматы[1].
- Благодарность Президента Республики Казахстан в области средств массовой информации (25 июня 2021 года) — за особый вклад в информационное обеспечение развития общественно-политической, социально-экономической и культурно-гуманитарной сфер[2].